# Бой при оброчището „Света Троица“
Боят при оброчището „Света Троица“ е сражение между обединени чети на Върховния македоно-одрински комитет и на Вътрешната македоно-одринска революционна организация с османски войски и башибозук по време на Илинденско-Преображенското въстание в Серския революционен окръг, провело се на 30 август 1903 година в Южен Пирин.
След конгреса на Серския революцинен окръг, провел се от 20 до 23 август 1903 година в землището на село Пирин, властите усещат усилинето движение на чети в Пирин и на 30 август към Южен Пирин е отправена войска от градовете Мелник и Неврокоп. Четите на ВМОРО се съединяват с дошлите на помощ чети на Върховния комитет и макар и изненадани, оказват сериозна съпротива. След интензивна няколкочасова престрелка, българските чети успяват да се изтеглят в местността Осиковица. Османските войски за отмъщение решават да нападнат съседното българско село и на следния ден се води боят при село Пирин.